# Loch Morie
Loch Morie är en sjö i Storbritannien.   Den ligger i kommunen Highland och riksdelen Skottland, i den norra delen av landet, 700 km norr om huvudstaden London. Loch Morie ligger 190 meter över havet. Arean är 1,9 kvadratkilometer. I omgivningarna runt Loch Morie växer i huvudsak blandskog. Den sträcker sig 2,0 kilometer i nord-sydlig riktning, och 3,1 kilometer i öst-västlig riktning.